# Roderic de Borja i Escrivà
Roderic de Borja i Escrivà   (Canals, valor desconegut - 1478) va ser Bisbe d'Urgell i Copríncep d'Andorra entre 1467 i 1472, i bisbe de Barcelona de 1472 a 1478. Era oncle del papa Alexandre VI.